# Neuroektodermale melanolysosomale Krankheit
Die Neuroektodermale melanolysosomale Krankheit oder Elejalde Erkrankung ist eine sehr seltene angeborene Erkrankung charakterisiert durch blasse Haut, silbrig-dünnes Haar sowie neurologische Defizite.
Die Erkrankung wird gleichgesetzt mit dem Griscelli-Syndrom Typ I.

## Epidemiologie
Die Vererbung erfolgt autosomal-rezessiv, die Häufigkeit wird mit unter eins zu einer Million angegeben.